# Karl Becker (général)
Pour les articles homonymes, voir Karl Becker et Becker.
Karl Heinrich Emil Becker (né le 14 septembre 1879 à Spire, mort le 8 avril 1940 à Berlin) est un General der Artillerie allemand durant la Seconde Guerre mondiale.

## Biographie
Il entre dans l'armée le 16 juillet 1898 comme Fahnenjunker au sein du 2e régiment d'artillerie à pied de l'armée bavaroise. Le 8 février 1899, il devient Fähnrich. Il commande la Kriegsschule (de) du 1er mars 1899 au 20 janvier 1900. En tant que lieutenant, il dirige l'école d'ingénierie de l'artillerie de Bavière.
Il revient comme adjudant au 2e régiment d'artillerie en 1905. Le 29 juillet de la même année, il épouse Katherina Hoppe à Munich avec qui il a deux enfants. Il rejoint l'Académie technique militaire du 1er octobre 1906 au 15 juillet 1909, devient enseignant suppléant et assistant de Carl Cranz ainsi que Premier-lieutenant. En 1911, il devient suppléant à la commission d'examen de l'artillerie de la Deutsches Heer. Le 13 novembre 1913, il est rattaché à l'Armée prussienne et devient capitaine.
Lorsque la Première Guerre mondiale se déclare, il commande une batterie de canonniers de la marine. En 1916, il devient membre titulaire de la commission d'examen. À la fin de la guerre, elle est dissoute au sein du Heereswaffenamt. Il étudie la chimie à l'université technique de Berlin et sort docteur-ingénieur en 1922.
En 1926, il dirige le département de la balistique et des munitions. En 1932, il devient directeur des tests et gagne en grade : major général en 1933, lieutenant général en 1934, General der Artillerie en 1936. En mars 1938, il succède à Kurt Liese (de) à la tête du Heereswaffenamt.
Becker mène ainsi la recherche sur les fusées allemandes. En 1931, il participe au programme de développement du prototype en 1932 de la fusée Mirak. Par ailleurs, il dirige le département de physique technique à l'université berlinoise. En 1936, il est un des fondateurs du centre de recherche de l'armée (de) de Peenemünde puis président de la Reichsforschungsrat.
Le 8 avril 1940, il se suicide, après avoir été accusé d'être responsable du manque de munitions. Il est enterré après des funérailles nationales à l'université technique de Berlin.